# Patience (singel Take That)
„Patience” (Cierpliwość) – piosenka brytyjskiego boys bandu Take That. 13 listopada 2006 została wydana jako pierwszy singel promujący czwarty album Beautiful World. Twórcą tekstu jest sam zespół i John Stanks.
Piosenka trafiła na szczyty list przebojów w Danii, Niemczech, Hiszpanii, Szwajcarii i Wielkiej Brytanii, a także znalazła się w pierwszej dziesiątce w Irlandii, Włoszech, Austrii i Szwecji.
Teledysk został stworzony przez Davida Moulda, a nagrywany w Islandii.
Fragment utworu wykorzystano w czołówce serialu Doktor z alpejskiej wioski – nowy rozdział.

## Lista utworów
Singiel CD (Wlk. Brytania)
1. „Patience” – 3:21
2. „Beautiful Morning” – 3:37

Singiel CD (Europa, Japonia, Niemcy, Australia)
1. „Patience” – 3:21
2. „Beautiful Morning” – 3:37
3. „Trouble With Me” – 3:24
4. „Patience” (wideo) – 3:21